# Gucci
Pour les articles homonymes, voir Gucci (homonymie).
Ne pas confondre avec l'ancien groupe de luxe de PPR Gucci Group
Gucci est une maison italienne spécialisée dans la mode et le luxe dont le siège est situé à Florence en Italie. Gucci crée des collections de sacs-à-main, de prêt-à-porter, de chaussures, d'accessoires (montres et joaillerie), de produits cosmétiques, de parfums, et de produits de décoration d'intérieur.
Guccio Gucci fonde la boutique Gucci, spécialisée dans la maroquinerie haut-de-gamme, à Florence en 1921. Il développe avec ses trois fils une marque de luxe qui connaît une envolée internationale à partir des années 1950. Le groupe PPR (devenu Kering en 2013) devient propriétaire de Gucci en 1999, et en fait le socle de développement de son nouveau pôle luxe.
Stefano Cantino est directeur général de Gucci depuis octobre 2024 et Demna Gvasalia sera à la direction artistique des collections prêt-à-porter de la maison à partir de juillet 2025. En 2024, Gucci enregistre un chiffre d'affaires de 7,7 milliards d'euros.

## Historique

### Origines florentines
La famille Gucci est originaire de Florence en Italie. Guccio Gucci (1881-1953) s'installe à Londres en 1897 où il travaille comme groom à l'hôtel Savoy. Il y repère les goûts et tendances en matière d'accessoires de voyages des clients fortunés. Il étend cette expérience en travaillant quatre ans pour la Compagnie des wagons-lits, puis pour la société de bagagerie Franzi après la Première Guerre mondiale. En 1921, il ouvre sa propre boutique de vente de valises en cuir importées, et un atelier pour concevoir ses propres pièces qui prend rapidement de l'ampleur,.
En 1935, un embargo de la Société des Nations sur l'Italie de Mussolini provoque une pénurie de cuir. Guccio Gucci expérimente alors avec de nouvelles matières telles que la jute, le chanvre et le lin. À la fin des années 1930, l'atelier Gucci lance ses premiers accessoires. Après la guerre, Gucci lance notamment le sac Bamboo, ses fameux mocassins (Gucci loafers), et sa bande à trois couleurs (vert-rouge-vert).
Guccio Gucci décède en 1953. Ses trois fils Aldo, Vasco, Rodolfo reprennent la direction de l'entreprise familiale. Gucci ouvre les portes de sa première boutique aux États-Unis la même année, sur la 5e avenue à New York.

### Développement international
Dans les années 1960, Gucci conçoit le foulard de soie Flora pour Grace Kelly, le sac 1973, et lance le logo GG. Après plusieurs ouvertures à New York, Miami, et Londres, Gucci ouvre sa première boutique en France en 1963, près de la place Vendôme à Paris, puis une boutique sur Rodeo Drive à Beverly Hills en 1968, devenant alors l'une des premières enseignes de luxe à s'installer dans ce futur quartier de la mode internationale. Dans les années 1970, Gucci conçoit des accessoires de voyage et des habillages de véhicules avec Rolls Royce, Cadillac, et American Motors Corporation,. La marque se diversifie aussi dans les parfums et les montres. La montre Model 2000 bat un record avec plus d'un million de modèles vendus en 2 ans.
Dans les années 1980, des tensions entre les membres de la famille Gucci érodent l'image et les revenus de l'entreprise. En 1983, Rodolfo décède, son fils Maurizio hérite de sa participation majoritaire dans Gucci et s'oppose à son oncle Aldo pour le contrôle de l'entreprise. Il parvient à ses fins, puis revend Gucci au fonds d'investissement Investcorp (basé au Bahreïn et propriétaire de Tiffany & Co. depuis 1984), en deux temps : 47,8 % de Gucci en 1988, le reste en 1993. Les Gucci sont alors sortis de l'entreprise ; Maurizio Gucci mourra assassiné en 1995 par un tueur à gages recruté par son ex-femme, Patrizia Reggiani.
Investcorp a acquis une entreprise en mauvais état, enregistrant alors une perte de 23 millions pour un chiffre d'affaires de 203 millions de dollars. Domenico Di Sole est recruté en 1994 comme directeur général de Gucci. Investcorp introduit Gucci en bourse à New York et Amsterdam en octobre 1995, puis annonce son intention de vendre toutes ses parts, alors que la marque retrouve la prospérité.
En 1998, Gucci est une société cotée qui enregistre un chiffre d'affaires de 500 millions et un bénéfice net de 83 millions. En janvier 1999, LVMH prend une participation de 26,5 % dans Gucci, puis monte à 34,4 % le mois suivant. Gucci dilue alors les droits de vote de LVMH et fait entrer le groupe PPR à hauteur de 40 % en mars 1999,. Le groupe Pinault-Printemps-Redoute devient majoritaire, grâce à un accord attribuant quatre millions de stock-options à Tom Ford (valeur 3,75 milliards de francs) et un million à Domenico De Sole, le PDG de Gucci (valeur 750 millions de francs),. Cette acquisition à la volée de Gucci est à l'origine d'une lutte entre les deux groupes de luxe.
En novembre 1999, la marque Yves Saint Laurent, rachetée à Sanofi Beauté par François Pinault, est placée sous la direction de Gucci, avec Tom Ford à la direction artistique du prêt-à-porter. En 2000, le groupe Gucci rachète l'horloger Boucheron, puis les maisons de maroquinerie Bottega Veneta et de couture Balenciaga en 2001.

### Périodes de relance

#### Porno chic (1990-2014)
En 1990, alors que Maurizio Gucci est toujours actionnaire de Gucci, il recrute Dawn Mello, présidente des magasins Bergdorf Goodman, pour prendre la direction de Gucci. La maison lance sa ligne de prêt-à-porter, puis nomme l'Américain Tom Ford à la direction artistique et Domenico de Sole à la direction générale. Tom Ford développe un nouveau style porno chic pour Gucci, un positionnement à l'origine de l'explosion de la popularité de la marque dans les années 1990. L'entreprise marque, au même titre que Versace, le renouveau d'une création d'origine italienne avec le retour d'une mode voyante, bling-bling, mais surtout sexuée et réinterprétant les classiques rétro pour Gucci, en opposition à la tendance minimaliste et unisexe de Margiela ou de Yohji Yamamoto qui prévalait en France à cette époque.
Fin 2003, Tom Ford et Domenico de Sole annoncent leur départ de Gucci l'année suivante. Selon la rédactrice en chef de Vogue France Carine Roitfeld, Gucci « a marqué 10 ans de mode dans la façon de présenter l'homme et la femme avec la même sensualité autant dans les défilés que les campagnes de publicité ». Après le départ en 2004 de Tom Ford et de Domenico De Sole qui exigeaient une véritable autonomie de gestion alors que PPR leur réclamait une rentabilité qui faisait défaut, pas moins de trois stylistes succéderont à l'Américain : Alessandra Facchinetti, John Ray et Frida Giannini. Mark Lee, alors directeur général d'Yves Saint Laurent, prend la direction générale de Gucci. En 2004, Gucci met en place sa propre charte de responsabilité sociétale des entreprises.
Frida Giannini, qui a intégré le studio de maroquinerie de Gucci en 2002, est nommée directrice de la création en 2006. Elle rompt avec le porno chic de Tom Ford pour introduire un style plus bohemian chic. Elle met en place la ligne "Tattoo Heart" dont 25% des ventes sont reversées à Unicef Afrique. 10 millions de dollars ont été versés en 8 ans. En 2008, Gucci inaugure à New York sa plus grande boutique au monde. En 2009, Patrizio di Marco remplace Mark Lee à la direction générale de Gucci. En 2010, Gucci lance un service d'authentification et de cotation de ses produits avec la maison de vente aux enchères Christie's et sa première ligne de vêtements pour enfants (Gucci Kids). En février 2011, le groupe PPR réorganise son pôle luxe et fusionne avec le Gucci Group, plaçant les marques acquises par Gucci lors de la dernière décennie (Balenciaga, Bottega Veneta, Yves Saint Laurent…) directement sous la supervision du groupe PPR (renommé Kering en 2013).
En septembre 2011, Gucci inaugure à Florence le Gucci Museo (1 700 m2) installé au sein du Palazzo della Mercanzia (renommé Gucci Garden en 2016). En 2013, Gucci reprend le fabricant italien de porcelaine Richard Ginori pour étendre son offre autour des arts de la table. Avec Livia Firth, Gucci lance sa première ligne de sacs-à-main dont la provenance des matériaux est 100% traçable. En 2014, Gucci lance sa première gamme de produits cosmétiques (Gucci Beauty). En 2013, Gucci lance la campagne Chime for Change avec Beyoncé et Salma Hayek pour défendre les droits des femmes. Gucci lance aussi le Spotlighting Women Documentary Award du festival du film de Tribeca en 2011 et le Gucci Award for Women in Cinema au festival du film de Venise. Fin décembre 2014, Frida Giannini et Patrizio di Marco quittent la direction Gucci.

#### Baroque extravagant (2014-2022)

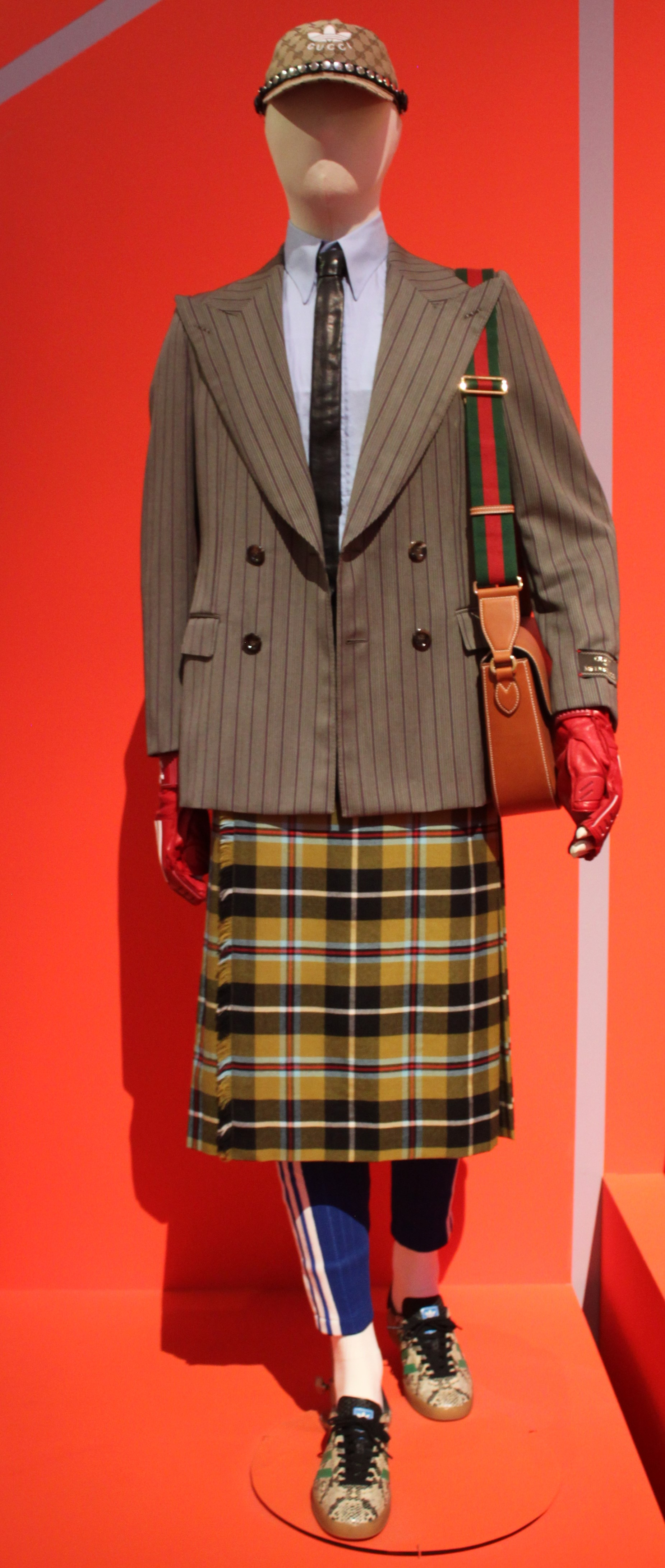
Adidas - Gucci. Exposition « Mode et sport », musée des Arts décoratifs, Paris, 2023-2024.

Marco Bizzarri prend la direction générale de Gucci en décembre 2014 et nomme Alessandro Michele, employé de Gucci depuis 2002 et directeur de la création associé depuis 2011, à la direction artistique de l'enseigne. Avec le style « exubérant et romantique » de Michele, Gucci entame un repositionnement radical, adoptant un « style décalé à l'esprit maximaliste ». La marque lance Gucci Décor (décoration d'intérieur) en 2017 et sa collection de haute joaillerie en juillet 2019 avec l'ouverture d'une boutique parisienne située place Vendôme. Gucci lance Gucci 9, son centre de service client à distance, inauguré en avril 2019 à Florence. Gucci lance ensuite Gucci Live, un service de shopping vidéo mobile. En 2018, la marque annonce bannir la fourrure de toutes les collections. En 2020, Gucci lance ses collections MX (non-binaire) et Off The Grid (100 % production circulaire). La marque collabore avec la mannequin Ellie Goldstein (en), atteinte de trisomie 21, pour représenter ses produits cosmétiques. Une alliance est signée avec Alibaba.com pour distribuer ses produits sur le site du géant chinois. Fin 2022, Gucci ouvre Gucci Valigeria à Paris, sa première boutique entièrement consacrée à la vente d'articles de voyage,. Alessandro Michele quitte la direction artistique de Gucci en novembre 2022.
En janvier 2023, Gucci nomme Sabato de Sarno à la direction de la création,. De Sarno rompt avec l'excentrisme de son prédecesseur en présentant des créations plus « conciliantes », avec l'objectif de réimprégner la marque de son symbole statutaire. Il renoue avec les fondamentaux de la maison dans une campagne de relance baptisée Ancora (encore), et une nouvelle couleur est introduite, le rouge bordeaux Gucci Ancora. En juillet 2023, Jean-François Palus remplace Marco Bizzarri à la direction générale. Sur l'année 2023, la société enregistre un recul de ses ventes de 6%, faisant passer son chiffre d'affaires sous la barre des 10 milliards d'euros (9,9 milliards). Fin 2024, Stefano Cantino, précédemment chez Louis Vuitton, est nommé directeur général de Gucci.
En 2025, Gucci a annoncé le départ de Sabato De Sarno, directeur de la création depuis seulement deux ans. Le défilé automne-hiver 2025-2026, prévu le 25 février lors de la Fashion Week de Milan, a été présenté par le studio de création de la maison. Le 13 mars 2025, le groupe Kering a annoncé la nomination de Demna Gvasalia, directeur créatif de Balenciaga depuis 2015, comme nouveau directeur créatif de Gucci.

## Activités
Gucci est une marque de luxe qui se spécialise dans la maroquinerie, le prêt-à-porter, les chaussures et les accessoires (dont la joaillerie et l'horlogerie). Gucci propose aussi des produits de cosmétique (Gucci Beauty), des parfums, et de décoration intérieure (Gucci Décor). La maroquinerie représente plus de la moitié du chiffre d’affaires de la marque.
La marque Gucci est détenue par la société Guccio Gucci S.A. basée à Florence en Italie, une filiale du groupe de luxe Kering. En 2023, Gucci enregistre un chiffre d'affaires de 9,9 milliards d'euros.
En mars 2023, le groupe Kering initie l'acquisition du 12-14 rue de Castiglione ainsi que l'angle du 235 rue du Faubourg St Honoré pour en faire le siège de Gucci France, un projet de 7 étages pour 8000 m². En octobre 2023, la CDAC, commission qui décide des aménagements commerciaux à Paris, refuse la suite du permis de construire à la suite de la découverte de sarcophages dans les sous-sols après le début des travaux,.
En 2023, Gucci est classée la première parmi 250 marques examinées, en obtenant un score de 80% de transparence sur sa politique sociale et environnementale au Fashion Transparency Index,. Et elle est désormais la première dans le secteur du luxe à avoir obtenu la certification Gender Equality délivrée par le bureau Veritas.

## Gouvernance
Directeurs généraux
- 1994-2004 : Domenico De Sole
- 2004-2008 : Mark Lee
- 2008-2014 : Patrizio di Marco
- 2014-2023 : Marco Bizzarri[78]
- 2023-2024 : Jean-François Palus[67]
- Depuis 2024 : Stefano Cantino[1]

Directeurs créatifs
- 1989-1993 : Dawn Mello
- 1995-2004 : Tom Ford
- 2006-2015 : Frida Giannini
- 2015-2023 : Alessandro Michele[79],[80].
- 2025-2025 : Sabato de Sarno[81],[82]
- À partir de 2025 : Demna Gvasalia[2]

## Résultats
| Année | Chiffre d'affaires (milliards euros) |
| ----- | ------------------------------------ |
| 2014  | 3,49                                 |
| 2022  | 10,5                                 |
| 2023  | 9,9                                  |
| 2024  | 7,7                                  |

## Films
- 2020 : Ouverture of Something That Never Ended pour Gucci réalisé par Gus Van Sant et Alessandro Michele[83].
- 2021 : Le film américain House of Gucci de Ridley Scott revient notamment sur l'assassinat de Maurizio Gucci en 1995.

## Controverses
En 2016, les autorités de régulation de la publicité au Royaume-Uni bannissent une publicité de Gucci dans laquelle un mannequin féminin est jugé "maladivement mince".
En 2019, Gucci est accusé de vendre un pull évoquant la pratique du blackface en présentant une grande bouche rouge sur fond noir qui rappelle les caricatures racistes. La marque a rapidement retiré le pull de la vente. Alessandro Michele explique dans une lettre aux employés que le vêtement est une référence au styliste australien Leigh Bowery, mais la marque reconnait aussi son manque d'anticipation sur les réactions que peuvent susciter certaines de ses créations. Gucci est ensuite accusé d'appropriation culturelle après avoir décliné en accessoire de mode un turban religieux sikh (introduit en septembre 2017, et aussi décliné par Marc Jacobs). En mars 2019, Gucci lance le programme de bourse d'études Gucci North America Changemakers doté d'un fonds annuel de 5 millions de dollars pour financer les projets de diversité dans les communautés de couleurs aux États-Unis, puis un autre programme de bourse d'études doté d'un fonds annuel de 1,5 million de dollars pour soutenir les étudiants américains d'origines sous-représentées dans l'industrie de la mode.
En mai 2019, le groupe Kering écope d'une amende de 1,25 milliard d'euros en Italie pour une fraude fiscale de sa filiale Gucci qui lui aurait permis d'échapper jusqu'à 1,3 milliard d'euros sur la période 2011-2017,.
En septembre 2019, lors du défilé Gucci à la Fashion Week de Milan, une mannequin proteste silencieusement contre le concept du défilé qui se réapproprie l'univers des hôpitaux psychiatriques.